# Mrzáci, bastardi a zlámané věci
Mrzáci, bastardi a zlámané věci (v anglickém originále Cripples, Bastards, and Broken Things) je čtvrtý díl první řady středověkého fantasy seriálu Hra o trůny, vytvořeného na motivy knižní série George R. R. Martina. Díl režíroval Brian Kirk, který se již předtím ujal epizody Lord Sníh, a scénář napsal Bryan Cogman (výjimečně tak nahradil hlavní tvůrce D. B. Weisse a Davida Benioffa). Samotný název pochází už z knihy Hra o trůny, kde Tyrion s Branem mluví o tom, že pro ‘Mrzáky, bastardy a zlámané věci’ má své svém srdci vždy místo.

## Děj

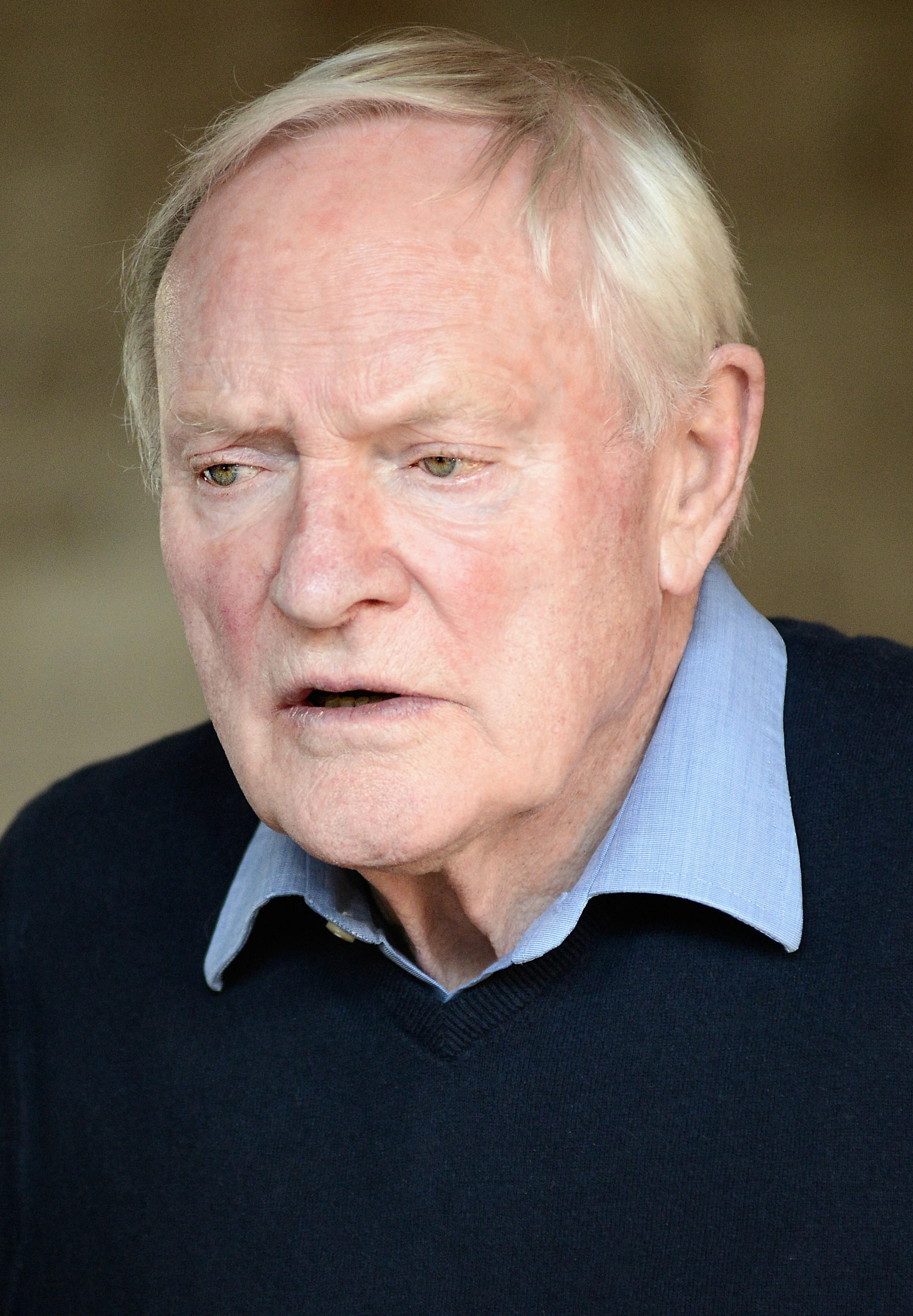
Julian Glover, představitel velmistra Pycella

### V Králově přístavišti

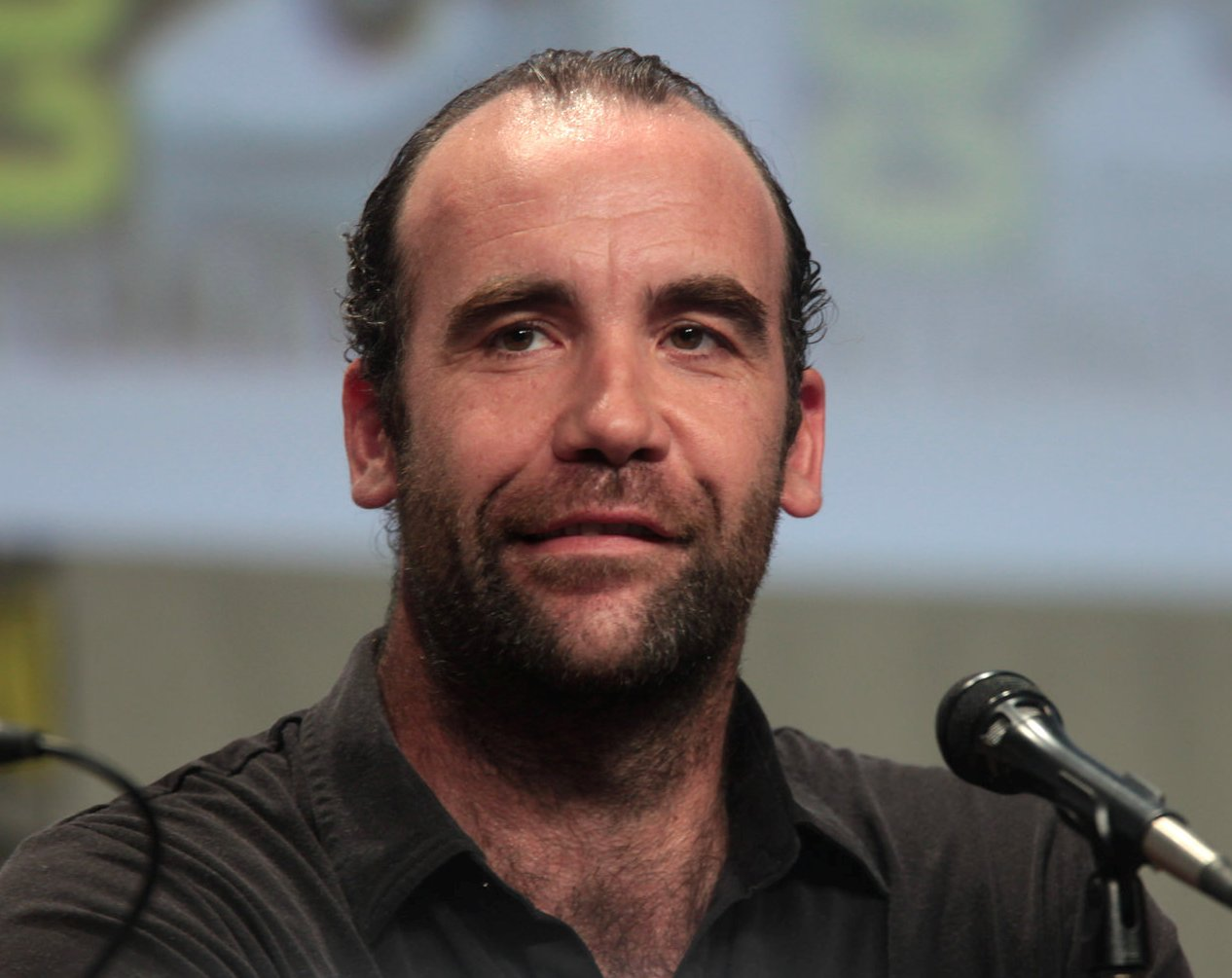
Rory McCann, ztvárnící Sandora Clegana.

Eddard Stark (Sean Bean) se rozhodne zabývat smrtí předchozího pobočníka Jona Arryna, kterého náhle zabila horečka, přestože byl zcela zdravý. Jednu z možných stop získá od velmistra Pycella (Julian Glover), který mu svěří, že Arrynova poslední slova byla „Sémě je silné“ a pár dní před smrtí si od velmistra půjčil knihu o šlechtických rodech s popisy jejich příslušníků. Ned si knihu také vypůjčí, ale nenachází žádné závratné stopy.
Při pátrání pomáhá novému pobočníkovi krále i Petyr Baeliš (Aidan Gillen). Ten má rozsáhlou síť informátorů, kteří mu prozradili, že Jon Arryn navštívil kovářského učně, taktéž krátce před svou smrtí. Ned se za mladým kovářem Gendrym (Joe Dempsie) vydá také a když si ho pozorně prohlédne, rychle zjistí, že jde o Robertova bastarda. Eddard se chce na události posledních dní Jona Arryna zeptat i jeho panoše, ten je ale zabit při turnajovém souboji serem Gregorem „Horou“ Cleganem (Conan Stevens). Sansa (Sophie Turner) je zděšena Cleganovým jednáním a Petyr jí začne vyprávět příběh o tom, jak Hora viděl svého mladší bratra, Sandora „Ohaře“ Clagana (Rory McCann), hrát si s jeho hračkou a proto ho tváří přitiskl do ohniště plného žhavých uhlíků.

### Ve Vaes Dothrak
Drogův khalasar dorazí do Veas Dothrak. Viserys (Harry Lloyd) je netrpělivý a tlačí na Daenerys (Emilia Clarkeová), aby Droga (Jason Momoa) přinutila splatit jeho slib armády. Viserys dokonce svoji sestru uhodí, ta mu ale poprvé vzdoruje a vyhrožuje, že pokud na ni ještě vztáhne ruku, uřízne mu ji. Daenerys pak mluví s Jorahem Mormontem (Iain Glen), který Dany přesvědčuje o tom, že její bratr by nedokázal velet armádě a získat Sedm království a ta souhlasí.

### Na Zdi
Na výcvik na Zeď se připojí Samwell Tarly (John Bradley), syn bohatého šlechtice z rodu Tarlyů. Je tlustý, neumí bojovat, a když dostane poprvé ránu mečem, skácí se a prosí o milost. V tom se vyžívá Alliser Thorne (Owen Teale), který Sama začne šikanovat. Když se pak Jon (Kit Harington) Sama zeptá, proč se chce přidat k Noční hlídce, Samwell přizná, že ho k tomu donutil otec: buďto se vzdá všech nároků na dědictví a odejde k Černým, nebo se mu při lovu stane nešťastná nehoda o on zemře. Jon se za mladého šlechtice postaví a vyhrožuje všem ostatním rekrutům, že jestli mu zkřiví jediný vlásek, bude je to bolet.

### Na severu
Tyrion (Peter Dinklage) se vrací ze Zdi a při své cestě se zastaví na Zimohradě, kde se mu ale od Robba Starka (Richard Madden) nedostane příliš vřelého uvítání. Ten si totiž myslí, že to byl právě Tyrion, kdo najal nájemného vraha, aby zabil Brandona. I přesto se Lannister odhodlá a nabídne Branovi (Isaac Hempstead Wright), který je odkázán na lůžko a služebníka Hodora (Kristian Nairn), pomoc v podobě sedla, uzpůsobeného k tomu, aby mohl jezdit na koni, aniž by ho ovládal nohama.
Když Tyrion opustí Zimohrad, vydá se do hostince nedaleko, aby tam mohl přespat. Zastihne tam i lady Catelyn (Michelle Fairleyová), která v přestrojení putuje z Králova přístaviště zpět na Zimohrad. Ta je přesvědčená, že Tyrion si objednal vraždu jejího syna a před vojáky vazalů svého otce jej obviní a vezme do zajetí.

## Produkce

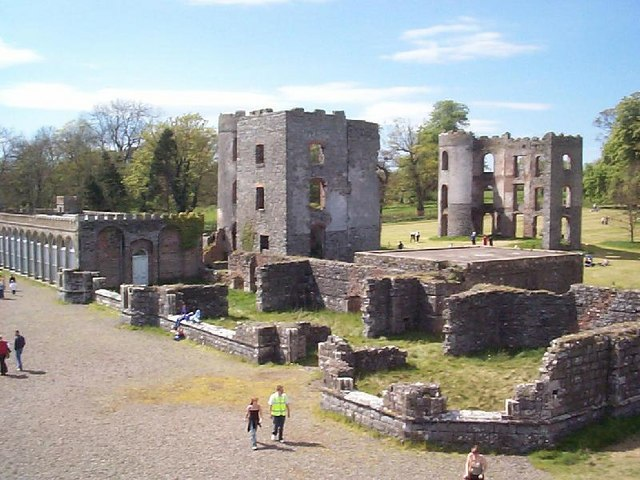
Zřícenina Shane's Castle, kde se natáčely turnajové scény

Epizoda Mrzáci, bastardi a zlámané věci je první, pro kterou scénář nepsali hlavní seriáloví tvůrci David Benioff a D. B. Weissem. Zastoupil je Bryan Cogman, zatímco režie se ujal Brian Kirk. Cogman na začátku seriálu působil pouze jako asistent scenáristů, pro čtvrtou epizodu ho ale oslovili sami Weiss a Benioff, aby scénář vytvořil. Díl sleduje děj kapitol Bran IV., Eddard V., Jon IV., Eddard VI., Catelyn V., Sansa II., a Daenerys IV. Některé scény byly ovšem vytvořeny pouze pro seriál: například rozhovor Theona a Tyriona nebo Sansy a septy Mordane. Ve scéně, kdy vyzvídá Daenerysina otrokyně od Viseryse informace o dracích, zaznělo i jméno Vermithrax, které odkazuje na film Drakobijce (1981; Dragonslayer). Tato zmínka je zde především proto, že George R. R. Martin zařadil tento film jako jeden z nejlepších fantasy filmů všech dob.
V seriálu se poprvé objevil Samwell Tarly, jehož představitelem se stal John Bradley, a další nová postava je Hora, kterého zde ztvární Conan Stevens, vysoký 214 cm. Ten se původně ucházel o roli khala Droga, když ji ale získal Jason Momoa, Stevens se rozhodl pro roli Gregora. Nicméně v dalších sériích Horu ztvární jiní herci: ve druhé sérii je to Ian Whyte; ve čtvrté, páté a šesté sérii je to pak Hafþór Júlíus Björnsson.
Natáčelo se ve studiu The Paint Hall v Belfastu a obecně po celém Severním Irsku. Například na úpatí Mourne Mountains se natáčel vstup do Vaes Dothrak, na zřícenině Shane's Castle zase turnaj.